# Zugfeder

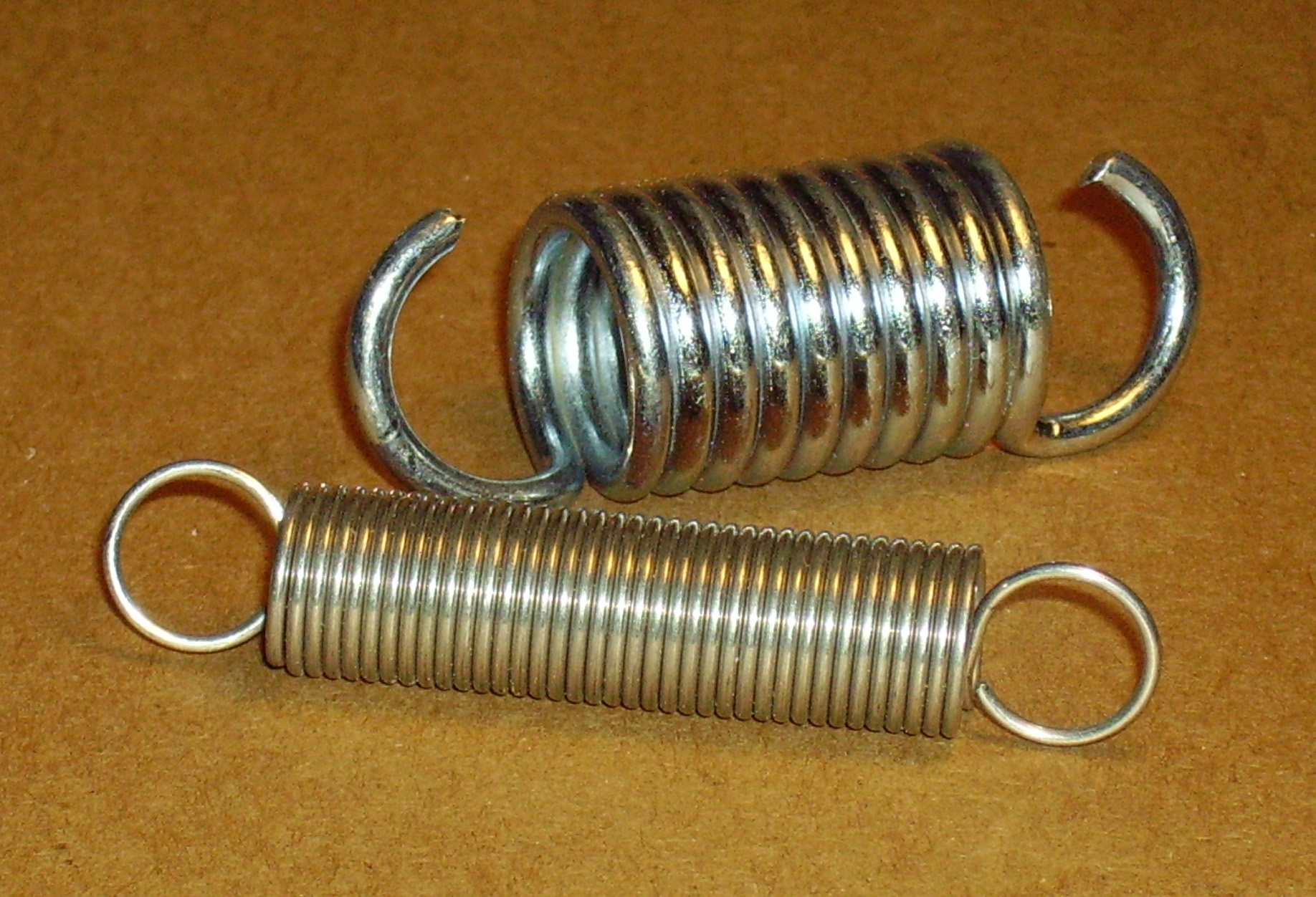
Einfache Schraubenzugfedern

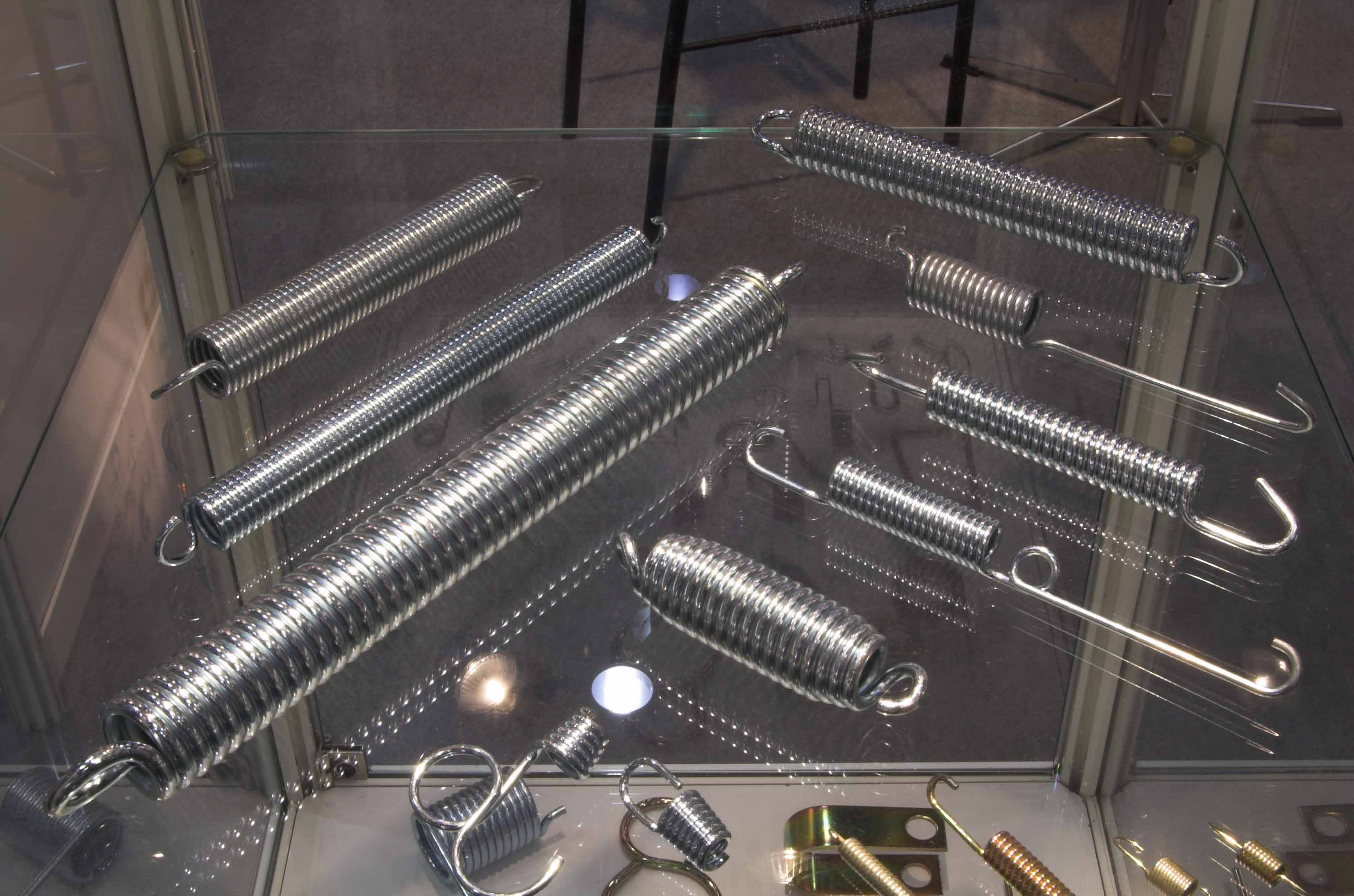
Zugfedern mit verschiedenen Ösenformen

Zugfeder ist die gebräuchliche Bezeichnung für eine Schraubenzugfeder. Zugfedern sind aus Runddraht ohne Windungsabstand (Steigung SW = Drahtdurchmesser d) schraubenförmig gewunden- oder gewickelte Torsionsfedern, die auf Zug beansprucht werden.

## Funktion
Zugfedern speichern und übertragen Kräfte durch Formänderungen. Über die Federgeometrie und Werkstoffauswahl kann die Federkonstante verändert werden. Die Zugfeder wird durch Auseinanderziehen der Enden belastet. Die Krafteinleitung erfolgt über Ösen oder Anschlusselemente an den Federenden. Die gespeicherte Energie wird beim Zusammenziehen der Feder teilweise wieder freigegeben.

## Bauformen
Zugfedern haben im Allgemeinen eine zylindrische Bauform. Die Geometrie des Federkörpers kann auch konisch gestaltet werden. In Sonderfällen werden Profildrähte und nicht-zylindrische Bauformen genutzt. 

### Ösenformen und Anschlusselemente
In der DIN 2097 sind die gebräuchlichsten Ösenformen und Anschlußelemente angegeben:
- Deutsche Ösen (verschiedene Ausführungen)
- Hakenösen (Maße und Ausführung variabel)
- Englische Öse
- eingerollte Haken oder Gewindebolzen
- Einschraubstücke

## Anwendung
Zugfedern werden in vielen Bereichen des Maschinenbaus angewandt, z. B. im:
- Fahrzeugbau (z. B. Rückstellfeder in Trommelbremsen)
- Anlagen- und Gerätebau (z. B. in Relais)
- Karosseriebau (z. B. an Landmaschinen und Baufahrzeugen)
- Mechaniken (z. B. in Sitzmöbeln, Schlössern, Verschlüssen, Aufziehmechaniken von Grammofonen)

Zusätzliche Zugfedern werden besonders bei Autos mit Blattfedern wie z. B. Wohnmobilen, Pick-Ups oder Transportern eingebaut, um Probleme wie Schlingern in Kurven, starke Seitenempfindlichkeit, durchhängende Blattfedern, erschwertes Bremsen, Probleme die Spur zu halten, schlechte Lenkkontrolle, bockige Federung, Gewichtsverschiebung bei Kurvenfahrten und starke Hecklastigkeit entgegenzuwirken. Es handelt sich hierbei um ein mechanisches Federsystem, das zwischen der Hinterachsmitte und dem hinteren Federauge der Blatt- oder Parabelfeder montiert wird. Die Zugfeder wird parallel zum Federblatt mit einer vorgegebenen sog. „Pre-Tensioning“/ Vorspannung eingebaut. So wird jede Belastung der Blattfeder erkannt und die Kennung der Blattfeder gestrafft, verstärkt, ohne die Federung zu unterbinden oder zu blockieren. Das Fahrverhalten ist straffer, der Fahrkomfort bleibt erhalten.

## Materialien und deren Normung
Geeignete und häufig genutzte Werkstoffe sind Federstähle:
- EN 10270-1 Patentiert-gezogener, unlegierter Federstahldraht
- EN 10270-2 Ölschlußvergüteter Federstahldraht
- EN 10270-3 Nicht-rostender Federstahldraht

## Kenngrößen
Auswahl einiger Kenngrößen:
- d Drahtdurchmesser in mm
- D Mittlerer Windungsdurchmesser in mm
- L0 Länge der unbelasteten Feder gemessen zwischen den Ösen-Innenkanten in mm
- n Anzahl der federnden Windungen
- m (Ösen-)Hakenöffnungsweite in mm

## Normung
- DIN 2097 Zylindrische Schraubenfedern aus runden Drähten; Gütevorschriften für kaltgeformte Zugfedern, aktuelle Ausgabe 1973-05
- DIN EN 13906-2 Zylindrische Schraubenfedern aus runden Drähten und Stäben — Berechnung und Konstruktion — Teil 2: Zugfedern, aktuelle Ausgabe EN 13906-2:2001

## Zugfeder in Uhren
Die Bezeichnung Zugfeder für die Antriebsfeder einer Uhr ist irreführend und historisch bedingt; sie stammt von „aufziehen“ für das Hochziehen des Gewichtes bei alten Turm- oder Standuhren. Es handelt sich dabei um eine metallene Spiralfeder, welche auf Biegung beansprucht wird, und somit um eine Biegefeder, die in das Federhaus eingelegt ist. Sie speichert die durch automatischen Aufzug oder durch das Aufziehen per Hand zugeführte Energie und treibt damit das Räderwerk der Uhr an.